# Josep Roig i Magrinyà
Josep Roig i Magrinyà   (Valls, 29 de setembre de 1917 - Sant Cugat del Vallès, 18 de maig de 2004) fou un polític i agricultor català.

## Biografia
Durant la guerra civil espanyola es va afiliar les Joventuts d'Esquerra Republicana de Catalunya i fou tinent de campanya de la Columna Macià-Companys. En acabar la contesa s'exilià a França. En tornà l'any 1948.
Va ocupar la presidència de la Cooperativa Agrícola de Valls durant més de vint anys, i la vicepresidència de la Unió de Cooperatives del Camp de Tarragona que passaria a convertir-se en Unió Agrària Cooperativa de Reus. Fou conseller d'Agricultura i Ramaderia de la Generalitat provisional el 1977-1980 per ERC. Des del seu càrrec va impulsar la modernització del sector agrari, va crear el Consell Agrari i l'Institut Català de la Vinya i el Vi i va participar en un contacte bilateral entre Catalunya i Turquia per a exportar avellana. A les eleccions al Parlament de Catalunya de 1980 fou elegit diputat per ERC per Tarragona. Al Parlament de Catalunya fou membre de la Diputació Permanent i membre de la Comissió d'Agricultura, Ramaderia i Pesca.
El 16 de març de 1982 renuncià al seu escó -substituït per Josep Maria Garreta- i s'exilià a Buenos Aires, tot coincidint amb l'inici d'una auditoria a la Unió Agrària Cooperativa de Reus a la que la Generalitat hagué d'emetre deute per aportar-li 1.600 milions de pessetes. Va tornar l'1 de novembre de 1985. Va col·laborar amb el diari La Vanguardia des de 1986 on analitzava cada setmana l'evolució dels mercats agropecuaris.